# レオバースドルフ線
レオバースドルフ線（独: Leobersdorfer Bahn）は、オーストリア国鉄の鉄道線の名称である。途中、ヴァイセンバッハ・ノイハウス - ハウスフェルト間には列車が運行されておらず、事実上2つの路線に分かれている。
ザンクト・ペルテン - ハインフェルト間は、路線番号113で、「トライゼン谷線」の別称がつけられている。一方、レオバースドルフ - ヴァイセンバッハ・ノイハウス間は、路線番号513で、「トリーシュティンク谷線」の別称がつけられている。

## 運行形態

### 113号線
以下、3つの系統に分かれている。
- R54系統：　ザンクト・ペルテン - ハインフェルト
2時間に1本の運行。ザンクト・ペルテン - トライゼン間は、シュランバッハ方面の系統と合わせて1時間に1本の運行となっている。ザンクト・ペルテンで、111号線ヴィーン方面・100号線チューリヒ方面の特急(railjet express)と接続する。一部、教育大学を通過する列車がある。
現在は全列車が線内のみの運行であるが、かつては一日あたり片道1〜2本のみ、118号線と直通していた。2022年冬以前は、教育大学駅が未開業であった一方、ハート・ヴェルトにも大部分の列車が停車していた。

- R54系統：　トライゼン - ハインフェルト間
2時間に1本の運行。トライゼンでザンクト・ペルテン方面およびシュランバッハ方面の列車に接続している。
2018年以前は平日のみの運行であった。2023年度以前は、トライゼン以西でR55系統としてシュランバッハまで直通していた。

- R55系統：　ザンクト・ペルテン - トライゼン - シュランバッハ間
2時間に1本の運行。ザンクト・ペルテン - トライゼン間は、ハインフェルト方面の系統と合わせて1時間に1本の運行となっている。また、トライゼンでハインフェルト方面の列車と接続する。ザンクト・ペルテンで、111号線ブダペスト方面・100号線ミュンヘン/ブレゲンツ方面の特急(railjet)と接続する。一部、教育大学を通過する列車がある。
2022年冬以前は、教育大学駅が未開業であった一方、ハート・ヴェルトにも大部分の列車が停車していた。

### 513号線
1時間に1本の運行。うち一日2.5往復のみ、510号線のヴィーナー・ノイシュタトまで直通する。なお、レオバースドルフで、510号線ヴィーン方面快速と接続する。
2015年以前は、ヴィーン・フロリヅドルフ - レオバースドルフ - ヴィトマンスドルフの系統も運行されていた。2018年以前は、平日1〜2時間に1本、休日2時間に1本の運行であった。

## 駅一覧
以下では、オーストリア国鉄113,513号線の駅と営業キロ、停車列車、接続路線などを一覧表で示す。
| 路線名                           | 駅名                                                 | 駅間営業キロ | 累計営業キロ | R  | 接続路線                              | 所在地                   | 所在地                       |
| -------------------------------- | ---------------------------------------------------- | ------------ | ------------ | -- | ------------------------------------- | ------------------------ | ---------------------------- |
| 513                              | レオバースドルフ駅                                   | -            | 0.0          | ■  | 510号線                               | ニーダーエスターライヒ州 | バーデン郡                   |
| 513                              | ヴィトマンスドルフ駅                                 | 2.6          | 2.6          | ■  |                                       | ニーダーエスターライヒ州 | バーデン郡                   |
| 513                              | エンツェスフェルト・リンダブルン駅                   | 2.5          | 5.1          | ■  |                                       | ニーダーエスターライヒ州 | バーデン郡                   |
| 513                              | ヒルテンベルク駅                                     | 1.3          | 6.4          | ■  |                                       | ニーダーエスターライヒ州 | バーデン郡                   |
| 513                              | ザンクト・ファイト・アン・デア・トリーシュティンク駅 | 2.1          | 8.5          | ■  |                                       | ニーダーエスターライヒ州 | バーデン郡                   |
| 513                              | バーンドルフ工場駅                                   | 1.5          | 10.0         | ■  |                                       | ニーダーエスターライヒ州 | バーデン郡                   |
| 513                              | バーンドルフ町駅                                     | 2.1          | 12.1         | ■  |                                       | ニーダーエスターライヒ州 | バーデン郡                   |
| 513                              | ポッテンシュタイン・アン・デア・トリーシュティンク駅 | 2.6          | 14.7         | ■  |                                       | ニーダーエスターライヒ州 | バーデン郡                   |
| 513                              | ヴァイセンバッハ・ノイハウス駅                       | 4.4          | 19.1         | ■  |                                       | ニーダーエスターライヒ州 | バーデン郡                   |
|                                  | アルテンマルクト・アン・デア・トリーシュティンク駅   | 5.8          | 24.9         |    |                                       | ニーダーエスターライヒ州 | バーデン郡                   |
| アルテンマルクト・テンネベルク駅 | 1.5                                                  | 26.4         |              |    |                                       | ニーダーエスターライヒ州 | バーデン郡                   |
| カウムベルク駅                   | 5.0                                                  | 31.4         |              |    | リリエンフェルト郡                    | ニーダーエスターライヒ州 |                              |
| カウムベルク市場駅               | 1.3                                                  | 32.7         |              |    | リリエンフェルト郡                    | ニーダーエスターライヒ州 |                              |
| ゲリヒツベルク駅                 | 3.8                                                  | 36.5         |              |    | リリエンフェルト郡                    | ニーダーエスターライヒ州 |                              |
| 113                              | ハインフェルト駅                                     | 7.4          | 43.9         | ■  | リリエンフェルト郡                    | ニーダーエスターライヒ州 |                              |
| 113                              | ローアバッハ・アン・デア・ゲルゼン駅                 | 2.2          | 46.1         | ■  | リリエンフェルト郡                    | ニーダーエスターライヒ州 |                              |
| 113                              | ラインフェルト・クラインツェル駅                     | 2.8          | 48.9         | ■  | リリエンフェルト郡                    | ニーダーエスターライヒ州 |                              |
| 113                              | ザンクト・ファイト・アン・デア・ゲルゼン駅           | 2.8          | 51.7         | ■  | リリエンフェルト郡                    | ニーダーエスターライヒ州 |                              |
| 113                              | ヴィーゼンフェルト・シュヴァルツェンバッハ駅         | 1.8          | 53.5         | ■  | リリエンフェルト郡                    | ニーダーエスターライヒ州 |                              |
| 113                              | トライゼン駅                                         | 3.0          | 56.5         | ■  | リリエンフェルト郡                    | ニーダーエスターライヒ州 | トライゼン - カーンホフ線    |
| 113                              | クライスバッハ駅                                     | 5.7          | 62.2         | ■  |                                       | ニーダーエスターライヒ州 | ザンクト・ペルテン・ラント郡 |
| 113                              | ヴィルヘルムスブルク・アン・デア・トライゼン駅       | 1.3          | 63.5         | ■  |                                       | ニーダーエスターライヒ州 | ザンクト・ペルテン・ラント郡 |
| 113                              | ザンクト・ゲオルゲン・アム・シュタインフェルデ駅     | 3.0          | 66.5         | ■  |                                       | ニーダーエスターライヒ州 | ザンクト・ペルテン市         |
| 113                              | ハート・ヴェルト駅(休止中 *1)                        |              | (67.6)       | ｜ |                                       | ニーダーエスターライヒ州 | ザンクト・ペルテン市         |
| 113                              | ザンクト・ペルテン・ポルシェ通り駅                   | 5.0          | 71.5         | ■  |                                       | ニーダーエスターライヒ州 | ザンクト・ペルテン市         |
| 113                              | ザンクト・ペルテン教育大学駅 (*2)                    | 0.9          | 72.4         | ●  |                                       | ニーダーエスターライヒ州 | ザンクト・ペルテン市         |
| 113                              | ザンクト・ペルテン・アルプス駅                       | 1.0          | 73.4         | ■  | 115号線（ラウエンバッハミューレ方面） | ニーダーエスターライヒ州 | ザンクト・ペルテン市         |
| 113                              | ザンクト・ペルテン本駅                               | 2.1          | 75.3         | ■  | 100号線、110号線、111号線、112号線    | ニーダーエスターライヒ州 | ザンクト・ペルテン市         |

(*1) 2022年4月休止。
(*1) 2022年4月開業。